# Herman Albrecht Insinger

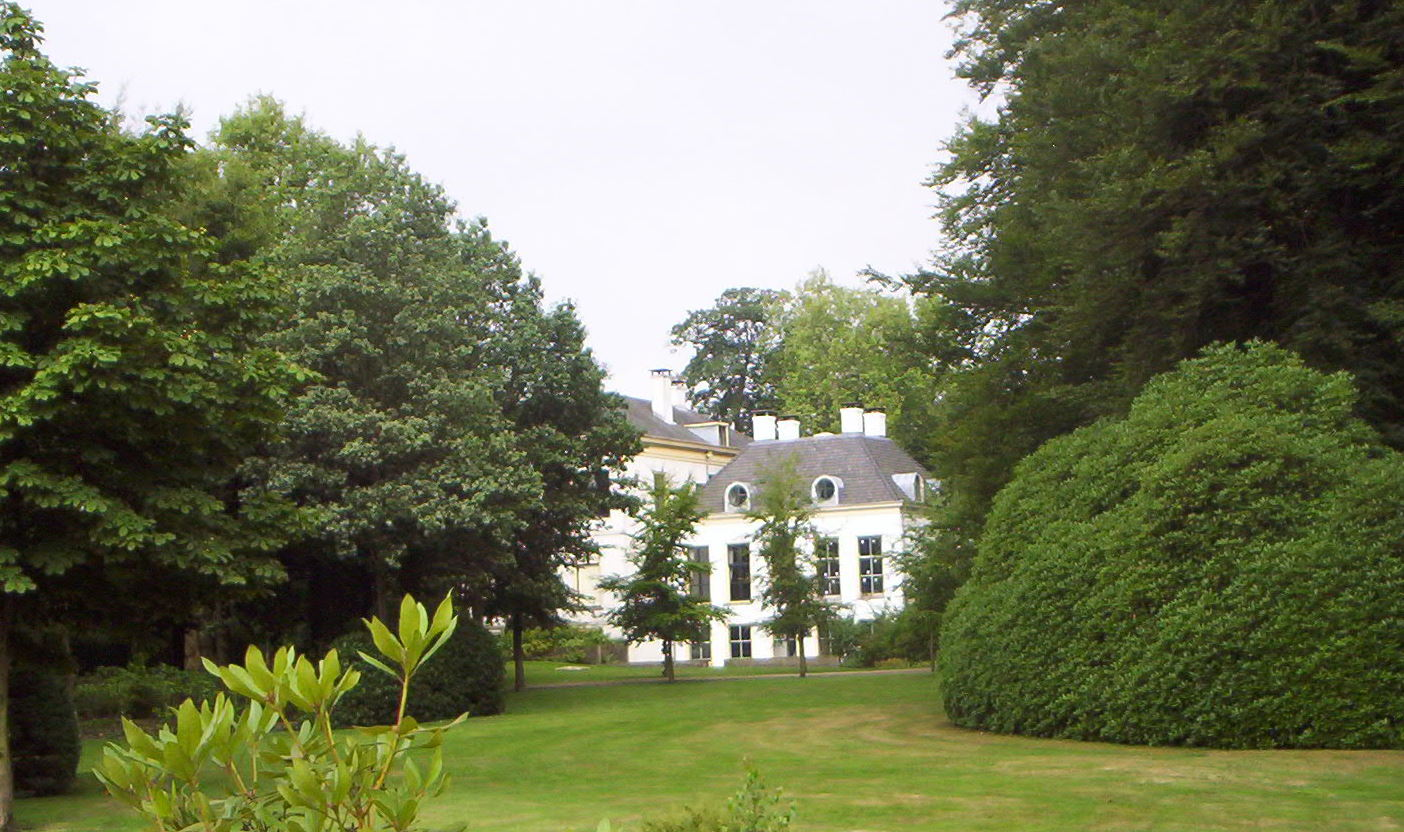
Huis Pijnenburg

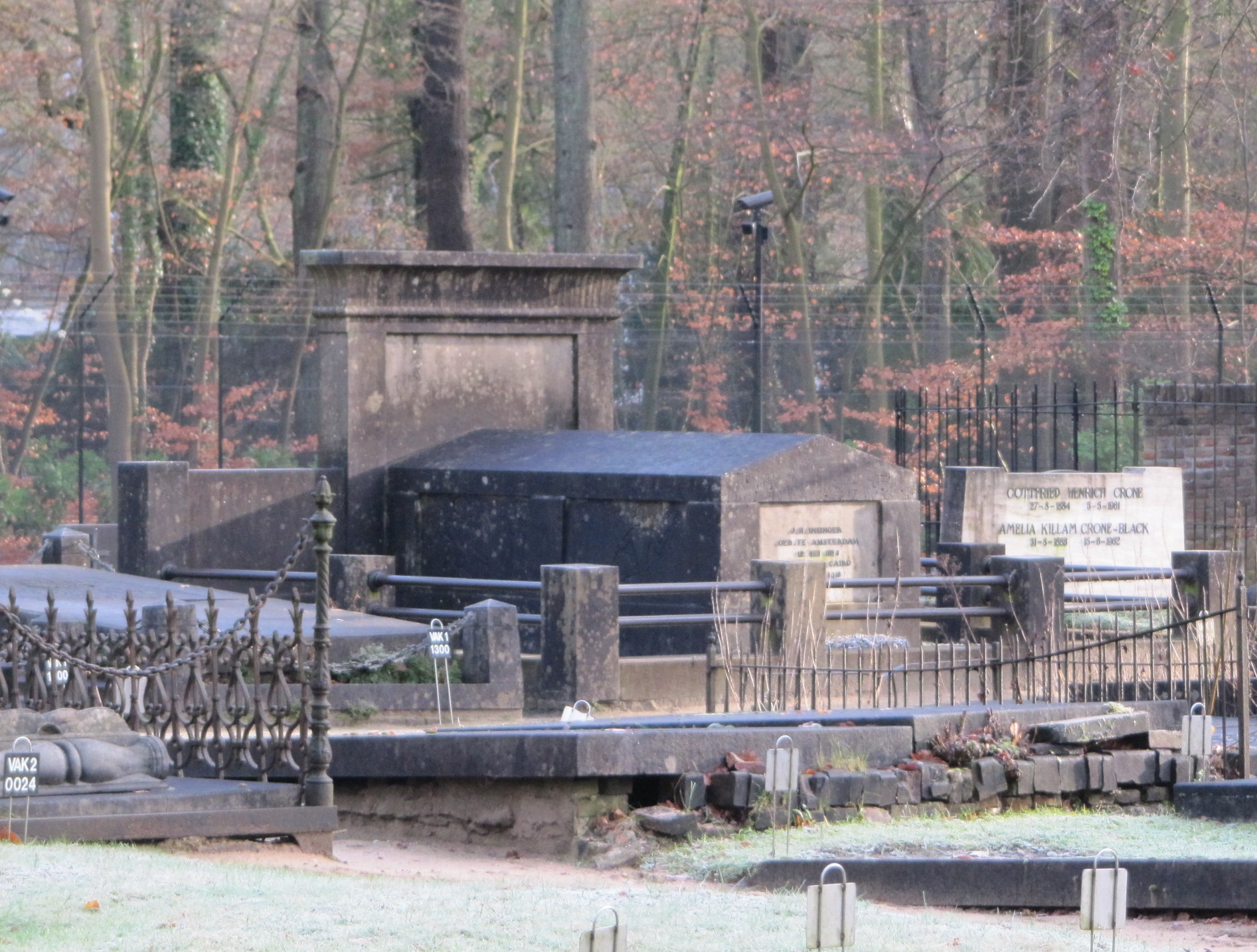
Grafmonument Insinger

Herman Albrecht Insinger (Amsterdam, 14 oktober 1827 - Parijs, 20 februari 1911) was een Nederlands zakenman en lid van de Tweede Kamer der Staten-Generaal.

## Biografie
Insinger was een lid van de patriciaatsfamilie Insinger en een zoon van Johannes Insinger (1792-1829) en Charlotte Margaret Reeves (1810-1835). Hij trouwde in 1853 met Johanna Jacoba Wilhelmina Insinger (1830-1868) met wie hij zeven kinderen kreeg, onder wie Jan Herman Insinger.
Insinger was lid van de familiefirma Insinger & Co. maar vanaf 1856 vooral bestuurlijk actief, eerst plaatselijk in de gemeenteraad van Amsterdam, daarna provinciaal en vervolgens landelijk als lid van de Tweede Kamer in drie perioden, en vrijwel onafgebroken, tussen 1866 en 1884. Hij behoorde tot de conservatieve stroming in de Tweede Kamer en voerde daarin het woord over zaken betreffende Nederlands-Indië, handel, spoorwegen en waterstaat. Hij was ook lid van de parlementaire enquêtecommissie Nederlandse koopvaardijvloot.
Als nevenfuncties was hij lid van het bestuur Koninklijke Nederlandsche Zeil- en Roeivereeniging (1857-1865), lid van de Raad van Commissarissen Maatschappij tot Uitbaggering der Grachten te Amsterdam (1865-1869), lid van het bestuur Hollandsche Maatschappij van Landbouw (afdeling Amsterdam), directeur van De Amsterdamsche Kanaalmaatschappij en voorzitter van het waterschap Pijnenburgergrift.
Insinger bewoonde Huis Pijnenburg in Lage Vuursche. Hij overleed op 83-jarige leeftijd te Parijs. Zijn stoffelijk overschot werd bijgezet op de begraafplaats van Nederlands Hervormde Begraafplaats Hoge Vuurseweg in Lage Vuursche waar het grafmonument Insinger aan hem herinnert.
- Biografisch Portaal: 52136681
- Digitale Bibliotheek voor de Nederlandse Letteren: insi003
- International Standard Name Identifier: 0000 0003 9676 9764
- Nederlandse Thesaurus van Auteursnamen: 134551036
- Parlement.com: vg09ll1xzfwo
- Virtual International Authority File: 291774113